# NHL Expansion Draft 1992
Der NHL Expansion Draft 1992 wurde am 18. Juni 1992 von der nordamerikanischen Eishockeyliga NHL veranstaltet. Der Expansion Draft fand statt, da die NHL um zwei Teams erweitert wurde und die Kader der Teams Ottawa Senators und Tampa Bay Lightning mit Spielern gefüllt werden mussten.

## Regeln
21 der 22 NHL-Teams hatten das Recht je zwei Torhüter und 14 Feldspieler aus ihrem Kader zu sperren, sodass sie nicht im Expansion Draft verfügbar waren. Allerdings wurde jedes Team dazu verpflichtet mindestens einen Torhüter zur Verfügung zu stellen, der in der Saison 1991/92 mindestens ein Spiel absolviert hatte. Diese Klausel verursachte mehrere Transfers, da kein Team einen ihrer beiden Stammtorhüter freigeben wollten und es wurden Tricks angewendet um diese Klausel zu erfüllen. So kam es dazu, dass Ray LeBlanc für die Chicago Blackhawks sein einziges Spiel in seiner Karriere in der NHL bestritt, sodass Chicago seinen beiden ersten Torhüter Dominik Hašek und Jimmy Waite behalten konnte.

Von den San Jose Sharks wurden alle Spieler gesperrt, da sie erst im Jahr zuvor der NHL beigetreten waren.
Insgesamt konnten 42 Spieler ausgewählt werden, allerdings konnte jedes bereits existierende Team nur zwei Spieler verlieren. Tampa Bay und Ottawa mussten zwei Torhüter, sieben Verteidiger und zwölf Angreifer auswählen.

## Draft-Ergebnis
Erklärung:T=Torhüter; V=Verteidiger; C=Center (Mittelstürmer); F=Forward (Stürmer); LF=Linker Flügelstürmer; RF=Rechter Flügelstürmer
| Nr. | Spieler                | Ehemaliges Team       | Neues Team          |
| --- | ---------------------- | --------------------- | ------------------- |
| 1.  | Peter Sidorkiewicz (T) | Hartford Whalers      | Ottawa Senators     |
| 2.  | Wendell Young (T)      | Pittsburgh Penguins   | Tampa Bay Lightning |
| 3.  | Mark LaForest (T)      | New York Rangers      | Ottawa Senators     |
| 4.  | Frédéric Chabot (T)    | Montréal Canadiens    | Tampa Bay Lightning |
| 5.  | Brad Shaw (V)          | New Jersey Devils     | Ottawa Senators     |
| 6.  | Joe Reekie (V)         | New York Islanders    | Tampa Bay Lightning |
| 7.  | Shawn Chambers (V)     | Washington Capitals   | Tampa Bay Lightning |
| 8.  | Darren Rumble (V)      | Philadelphia Flyers   | Ottawa Senators     |
| 9.  | Peter Taglianetti (V)  | Pittsburgh Penguins   | Tampa Bay Lightning |
| 10. | Dominic Lavoie (V)     | St. Louis Blues       | Ottawa Senators     |
| 11. | Brad Miller (V)        | Buffalo Sabres        | Ottawa Senators     |
| 12. | Bob McGill (V)         | Detroit Red Wings     | Tampa Bay Lightning |
| 13. | Ken Hammond (V)        | Vancouver Canucks     | Ottawa Senators     |
| 14. | Jeff Bloemberg (V)     | New York Rangers      | Tampa Bay Lightning |
| 15. | Doug Crossman (V)      | Québec Nordiques      | Tampa Bay Lightning |
| 16. | Kent Paynter (V)       | Winnipeg Jets         | Ottawa Senators     |
| 17. | Rob Ramage (V)         | Minnesota North Stars | Tampa Bay Lightning |
| 18. | John Van Kessel (V)    | Los Angeles Kings     | Ottawa Senators     |
| 19. | Michel Mongeau (C)     | St. Louis Blues       | Tampa Bay Lightning |
| 20. | Sylvain Turgeon (LF)   | Montréal Canadiens    | Ottawa Senators     |
| 21. | Mike Peluso (F)        | Chicago Blackhawks    | Ottawa Senators     |
| 22. | Anatoli Semjonow (C)   | Edmonton Oilers       | Tampa Bay Lightning |
| 23. | Rob Murphy (C)         | Vancouver Canucks     | Ottawa Senators     |
| 24. | Mike Hartman (LF)      | Winnipeg Jets         | Tampa Bay Lightning |
| 25. | Mark Lamb (C)          | Edmonton Oilers       | Ottawa Senators     |
| 26. | Basil McRae (LF)       | Minnesota North Stars | Tampa Bay Lightning |
| 27. | Laurie Boschman (C)    | New Jersey Devils     | Ottawa Senators     |
| 28. | Rob DiMaio (RF)        | New York Islanders    | Tampa Bay Lightning |
| 29. | Jim Thomson (RF)       | Los Angeles Kings     | Ottawa Senators     |
| 30. | Steve Maltais (F)      | Québec Nordiques      | Tampa Bay Lightning |
| 31. | Lonnie Loach (LF)      | Detroit Red Wings     | Ottawa Senators     |
| 32. | Dan Vincelette (LF)    | Chicago Blackhawks    | Tampa Bay Lightning |
| 33. | Mark Freer (C)         | Philadelphia Flyers   | Ottawa Senators     |
| 34. | Tim Bergland (RF)      | Washington Capitals   | Tampa Bay Lightning |
| 35. | Chris Lindberg (LF)    | Calgary Flames        | Ottawa Senators     |
| 36. | Brian Bradley (C)      | Toronto Maple Leafs   | Tampa Bay Lightning |
| 37. | Jeff Lazaro (RF)       | Boston Bruins         | Ottawa Senators     |
| 38. | Keith Osborne (RF)     | Toronto Maple Leafs   | Tampa Bay Lightning |
| 39. | Darcy Loewen (LF)      | Buffalo Sabres        | Ottawa Senators     |
| 40. | Shayne Stevenson (C)   | Boston Bruins         | Tampa Bay Lightning |
| 41. | Blair Atcheynum (RF)   | Hartford Whalers      | Ottawa Senators     |
| 42. | Tim Hunter (F)         | Calgary Flames        | Tampa Bay Lightning |

## Nach dem Draft
Einige Spieler, die im Expansion Draft ausgewählt wurden, wechselten noch vor der kommenden Saison zu einem anderen Team.
Tampa Bay
- Frédéric Chabot wurde für Jean-Claude Bergeron zu den Montréal Canadiens transferiert.
- Tim Hunter wurde für zukünftige Gegenleistungen zu den Québec Nordiques transferiert.
- Jeff Bloemberg wurde für zukünftige Gegenleistungen zu den Edmonton Oilers transferiert.

Ottawa
- Jim Thomson wurde mit Marc Fortier für Bob Kudelski und Shawn McCosh zu den Los Angeles Kings transferiert.